# Teodor el General
|  | Per a altres significats, vegeu «Sant Teodor». |

Teodor Stratelates o el General, també conegut com a Teodor d'Eufrais o Teodor d'Heraclea és un sant llegendari, inexistent, creat a partir de la figura de Sant Teodor d'Amasia. No obstant això, és venerat com a sant màrtir a les esglésies ortodoxes i catòliques orientals, especialment, i a l'Església Catòlica Romana.

## Origen del desdoblament
Fins al segle ix només hi havia un sant Teodor militar, sant Teodor d'Amasia, o Teodor el Soldat (o el Recluta). En 1267 van arribar a San Salvador de Venècia unes relíquies identificades com de Theodoros Stratelates, la qual cosa contribuí a la consolidació del desdoblament del sant soldat en Occident, quan es va interpretar que eren d'un Teodor diferent a l'original, que només era soldat. Possiblement, l'origen del desdoblament sigui un fet similar: el que potser només era una confusió en fer una inscripció va donar origen que, per explicar l'errada, se suposés que hi havia una figura diferent. El desdoblament va generar una llegenda nova, basada en la del sant original, que es va difondre en grec, llatí i altres llengües orientals i que va fer que es retés culte a tots dos sants.
Els dos sants van quedar vinculats i en l'art bizantí i venecià és corrent de veure'n representacions, tots dos plegats. Habitualment, Teodor el Soldat porta una espasa i el General una llança.

## Llegenda
Havia nascut, diu la tradició, a la ciutat d'Eucais, a l'Anatòlia (el lloc on havia mort, precisament, Teodor d'Amasia). Era un home intel·ligent i ben plantat, conegut per la seva virtut i valor. Va ser nomenat stratelates o comandant militar (d'aquí el seu nom) a la ciutat d'Heraclea Pontica. Durant el regnat de Licini (307–324) va començar una perersecució de cristians, i Teodor va convidar Licini a venir a Heraclea, perquè farien un sacrifi als déus. Per això va fer reunir totes les imatges d'or i argent dels déus a casa seva i allí les va destrossar, repartint-ne les peces entre els pobres de la ciutat.
Teodor va ser detingut i torturat i, finalment, crucificat. El seu servent Varos (també canonitzat) va ser-ne testimoni. L'endemà, els soldats el van trobar encara viu, sa i estalvi. Però com que no volia evitar de morir com un màrtir, es va lliurar a les mans de Licini, que el va fer decapitar amb l'espasa, el 8 de febrer de 319 a la tercera hora del dia. Va ser sebollit, com el seu homònim d'Amasia, a Eucais.
La seva festivitat és el 8 de febrer al calendari ortodox (21 de febrer [segons el calendari gregorià), i el 7 de febrer al calendari romà.

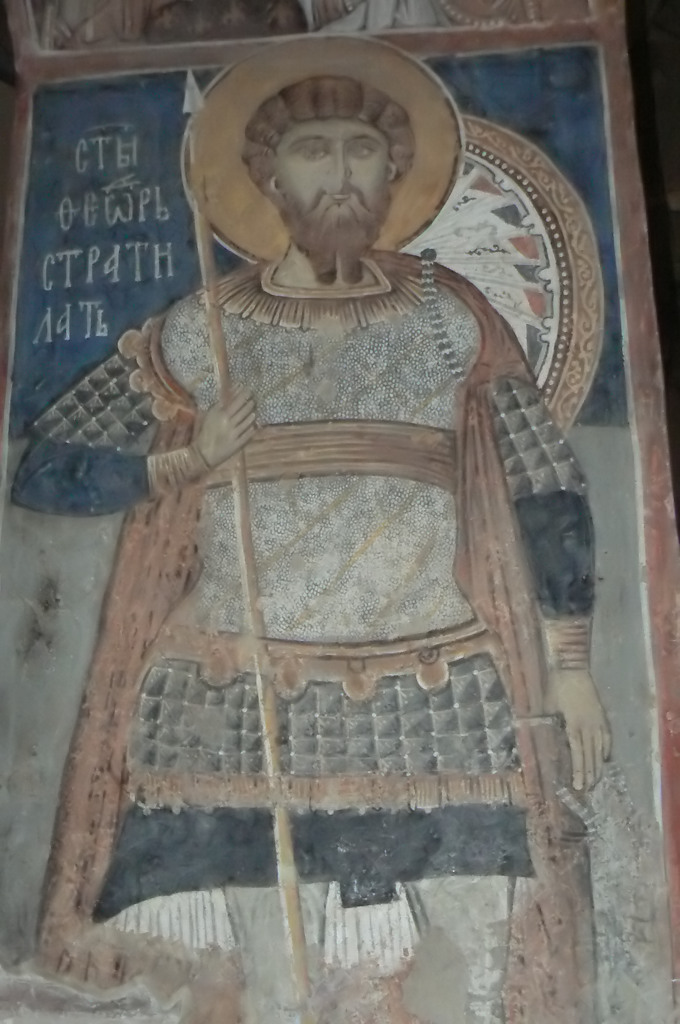
Icona al fresc de Teodor Stratelates (monestir de Zemen, Bulgària)
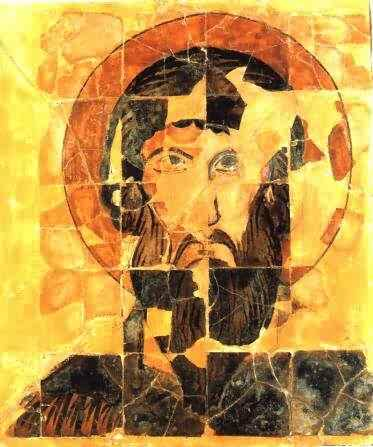
Icona ceràmica de Preslav, ca. 900 (Sòfia, Museu Arqueològic Nacional)
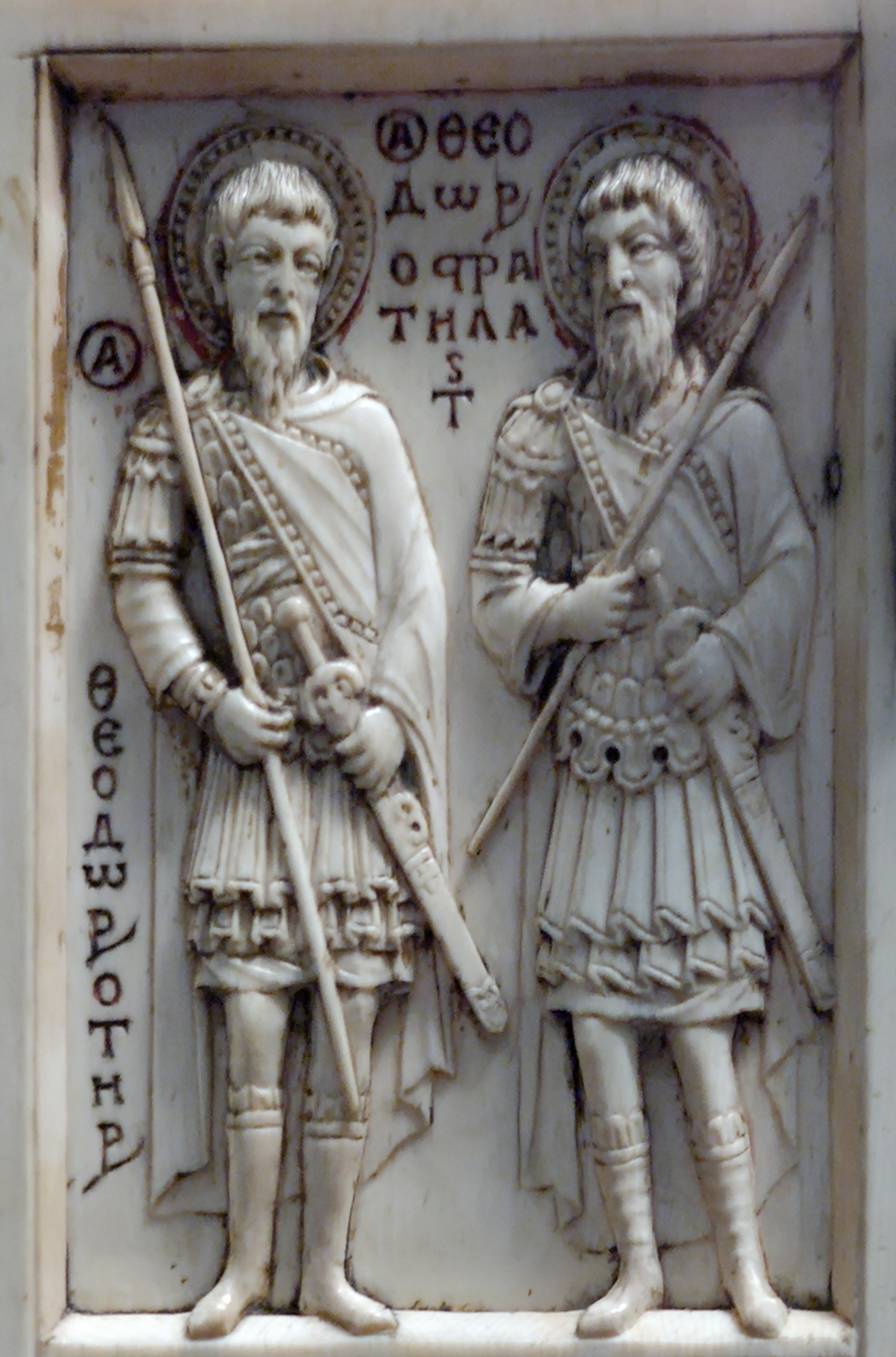
Fragment del Tríptic d'Harbaville amb els dos Teodors, de Tir i el General, s. X (París, Louvre)
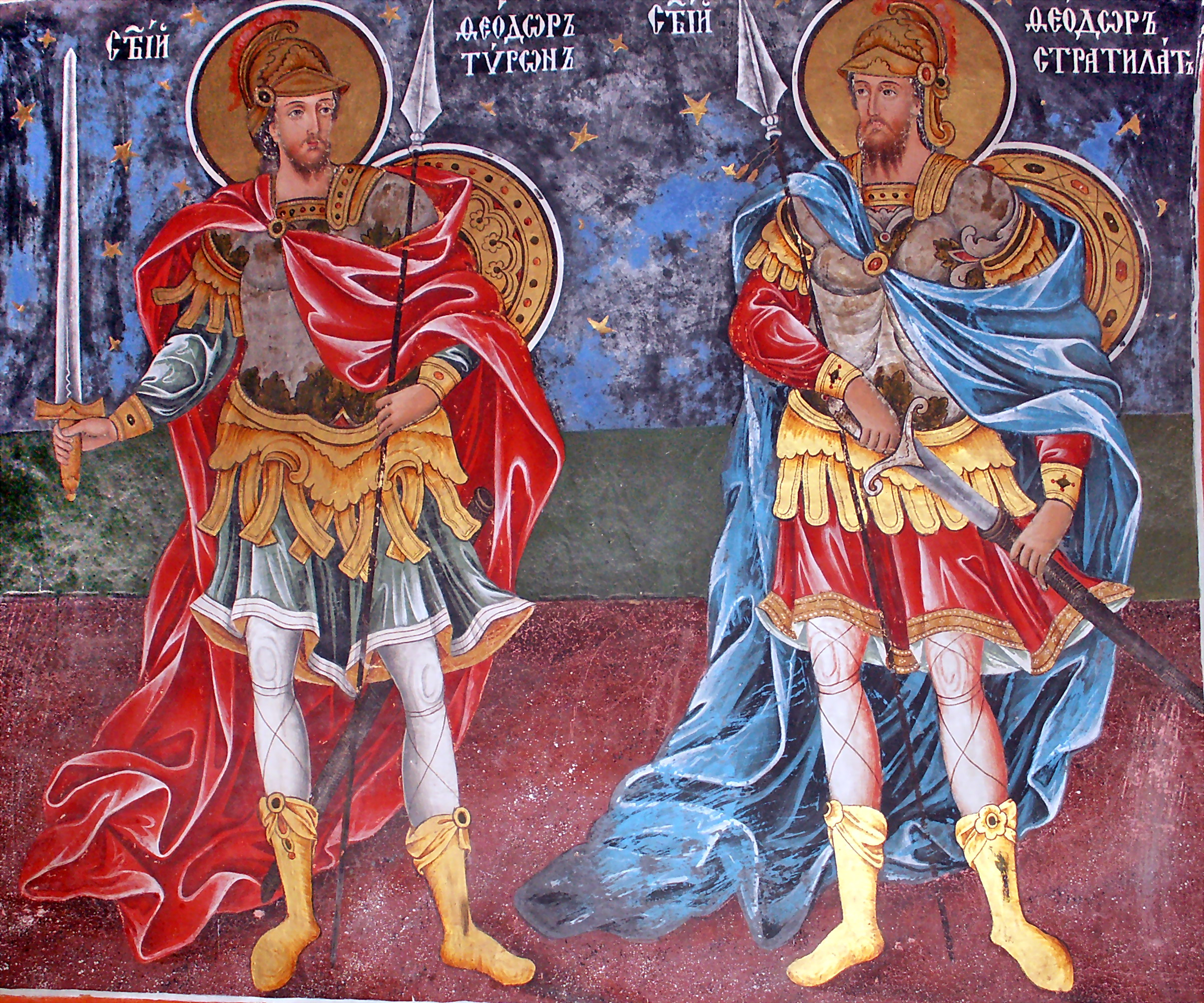
Fresc dels dos Teodor al monestir de Rila, Bulgària